# Відкритий чемпіонат США з тенісу 1995
Відкритий чемпіонат США з тенісу 1995 проходив з 28 серпня по 10 вересня 1995 року на відкртих кортах Тенісного центру імені Біллі Джин Кінг у парку Флашинг-Медоуз у районі Нью-Йорка Квінз. Це був четвертий, останній турнір Великого шолома календарного року. 

## Огляд подій
У чоловічому одиночному розряді Піт Сампрас переміг у фіналі минулорічного чемпіона Андре Агассі. Він став чемпіоном США втретє й виграв свій сьомий титул Великого шолома загалом. 
У жікон минулорічна чемпіонка Аранча Санчес Вікаріо програла в четвертому колі Мері Джо Фернандес. Чемпіонкою стала Штеффі Граф, для якої це були 4-та виграна першість США та 19-ий титул Великого шолома загалом. 
У парних змаганнях чоловіків Вудіз виграли свій третій чемпіонат США. Для обох це була 10 перемога в мейджорах.
Турнір жіночих пар виграли Джиджі Фернандес та Наташа Звєрєва. Для Фернандес це було 4-те чемпіонство США та 14-а перемога в турнірах Великого шолома, для Зверєвої, відповідно, 3-тя перемога в США та 16-ий титул Великого шолома.
Мередіт Макграт та Метт Люсена здобули свій єдиний титул Великого шолома в міксті.

## Результати фінальних матчів

### Дорослі
| Одиночний розряд. Чоловіки      |                                    |                    |
| Піт Сампрас                     | Андре Агассі                       | 6–4, 6–3, 4–6, 7–5 |
|                                 |                                    |                    |
| Одиночний розряд. Жінки         |                                    |                    |
| Штеффі Граф                     | Моніка Селеш                       | 7–6(8–6), 0–6, 6–3 |
|                                 |                                    |                    |
| Парний розряд. Чоловіки         |                                    |                    |
| Тодд Вудбрідж Марк Вудфорд      | Алекс О'Браєн Сендон Столл         | 6–3, 6–3           |
|                                 |                                    |                    |
| Парний розряд. Жінки            |                                    |                    |
| Джиджі Фернандес Наташа Звєрєва | Бренда Шульц-Маккарті Ренне Стаббс | 7–5, 6–3           |
|                                 |                                    |                    |
| Мікст                           |                                    |                    |
| Мередіт Макграт Метт Лусена     | Джиджі Фернандес Циріл Сук         | 6–4, 6–4           |
|                                 |                                    |                    |

### Юніори
| Одиночний розряд. Хлопці         |                                 |               |
| Ніколас Кіфер                    | Ульріх Яспер Зетцен             | 6–3, 6–4      |
|                                  |                                 |               |
| Одиночний розряд. Дівчата        |                                 |               |
| Тара Снайдер                     | Анабел Еллвуд                   | 6–4, 4–6, 6–2 |
|                                  |                                 |               |
| Парний розряд. Хлопці            |                                 |               |
| Лі Чон Мін Жослін Робішо         | Ремон Слойтер Петер Вессельс    | 7–6, 6–2      |
|                                  |                                 |               |
| Парний розряд. Дівчата           |                                 |               |
| Коріна Мораріу Людміла Вармужова | Анна Курникова Александра Ольша | 6–3, 6–3      |
|                                  |                                 |               |